# Mistrzostwa Europy w Piłce Ręcznej Mężczyzn 2024 (eliminacje)

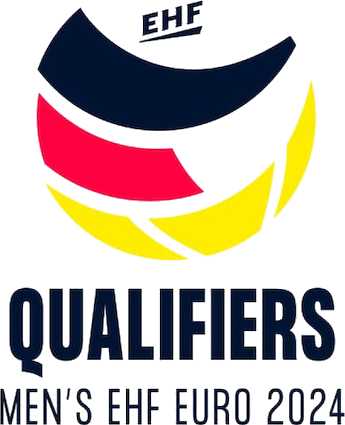
Logo

Kwalifikacje do Mistrzostw Europy w Piłce Ręcznej Mężczyzn 2024 – trzyetapowe rozgrywki, mające na celu wyłonienie dwudziestu czterech męskich reprezentacji narodowych w piłce ręcznej, które wystąpią w finałach tego turnieju.

## Informacje ogólne
Turniej finałowy organizowanych przez EHF mistrzostw Europy odbędzie się w styczniu 2024 roku w Niemczech i wezmą w nim udział dwadzieścia cztery drużyny.
System kwalifikacji co do zasady pozostał taki, jak w eliminacjach do ME 2022. Maksymalnie cztery reprezentacje miały otrzymać bezpośredni awans, pozostawiono także układ gier w drugiej fazie w ramach ośmiu czterozespołowych grup, do których zespoły zostały przydzielone automatycznie bądź też po awansie z preeliminacji. Preeliminacje odbywały się dwuetapowo – pierwszą częścią były rozgrywki grupowe dla najsłabszych europejskich reprezentacji oraz turniej IHF Emerging Nations Championship, zaś drugą dodatkowa runda barażowa z udziałem najsłabszych drużyn eliminacji do poprzedniego turnieju mistrzowskiego oraz zespołów zakwalifikowanych z pierwszej fazy.

## Faza 1
Zgłoszenia zainteresowanych zespołów do planowanego na styczeń 2021 roku turnieju były przyjmowane od września 2020 roku. Do udziału w fazie pierwszej zgłosiło się pięć reprezentacji. Luksemburg, będący w rankingu najwyżej spośród nich, automatycznie został przesunięty do rundy barażowej, pozostałe cztery drużyny miały zaś rywalizować w pierwszej połowie marca 2021 roku w ramach jednej czterozespołowej grupy o kolejne dwa miejsca na tym etapie kwalifikacji. Wraz z ogłoszeniem harmonogramu gier losowanie praw do organizacji tego turnieju odbyło się w połowie grudnia 2020 roku, a otrzymała je Gruzja.
Z uwagi na pandemię COVID-19 turniej został przełożony na przełom kwietnia i maja 2021, a następnie – podobnie jak IHF Emerging Nations Championship 2021 – odwołany i zastąpiony przez Men’s IHF/EHF Trophy 2021.

## Men’s IHF/EHF Trophy 2021
Pod koniec marca 2021 roku ze względu na rozwijającą się pandemię COVID-19 IHF wraz z EHF postanowiły o odwołaniu zarówno czwartej edycji Emerging Nations Championship, jak i I fazy eliminacji zastępując je jednym turniejem. Zaplanowano go do rozegrania w Gruzji w okresie od 15 do 21 czerwca 2021 roku, a prawo występu w nim miało dziewięć reprezentacji. Format miał być podany po potwierdzeniu udziału przez uprawnione zespoły, a stawką zawodów były trzy miejsca w rundzie barażowej kwalifikacji.
W rozegranych w dniach 14–19 czerwca 2021 roku zawodach wzięło ostatecznie udział sześć europejskich reprezentacji, które w pierwszej fazie rywalizowały systemem kołowym podzielone na dwie trzyzespołowe grupy, po czym czołowe dwójki z każdej z grup awansowały do półfinałów. W swoich grupach zwyciężyły Gruzja i Cypr, które następnie spotkały się w finale, gdzie lepsi okazali się gospodarze, trzecie miejsce zajęła zaś Bułgaria.

## Runda barażowa
Według pierwotnych planów do rundy barażowej trafić miały dwie drużyny z I fazy eliminacji, Luksemburg, najlepsza europejska drużyna z IHF Emerging Nations Championship 2021 oraz cztery najsłabsze drużyny spośród tych, które zajęły ostatnie miejsca w grupach w II fazie eliminacji do ME 2022. Ostatecznie ta ósemka składała się z Luksemburga, czterech najsłabszych zespołów z eliminacji do poprzedniego czempionatu oraz medalistów IHF/EHF Trophy 2021.

### Losowanie dwumeczów
Losowanie dwumeczów zaplanowane zostało na 19 sierpnia 2021 roku w siedzibie EHF w Wiedniu, a osiem uczestniczących zespołów zostało podzielonych na dwa koszyki według sposobu awansu do tego etapu. W jego wyniku powstały cztery pary, których rywalizacja w dwumeczach została zaplanowana na listopad 2021 lub styczeń 2022 roku.
| Koszyk 1   |
| ---------- |
| Bułgaria   |
| Cypr       |
| Gruzja     |
| Luksemburg |

| Koszyk 2  |
| --------- |
| Belgia    |
| Finlandia |
| Łotwa     |
| Turcja    |

### Mecze
| Drużyna 1  | Wynik dwumeczu | Drużyna 2 | Pierwszy mecz | Drugi mecz |
| ---------- | -------------- | --------- | ------------- | ---------- |
| Gruzja     | 45:52          | Finlandia | 22:22         | 23:30      |
| Turcja     | 64:54          | Cypr      | 35:28         | 29:26      |
| Luksemburg | 53:59          | Belgia    | 26:32         | 27:27      |
| Łotwa      | 72:55          | Bułgaria  | 36:23         | 36:32      |

| 5 stycznia 202216:00 | Gruzja | 22:22(8:9) | Finlandia | Pałac Olimpijski, Tbilisi Widzów: 1 500 Sędzia: Butskevich, Butskevich |
| 5 stycznia 202216:00 |        | 22:22(8:9) |           | Pałac Olimpijski, Tbilisi Widzów: 1 500 Sędzia: Butskevich, Butskevich |

| 9 stycznia 202215:00 | Finlandia | 30:23(18:12) | Gruzja | Energia Areena, Vantaa Sędzia: Leszczyński, Piechota |
| 9 stycznia 202215:00 |           | 30:23(18:12) |        | Energia Areena, Vantaa Sędzia: Leszczyński, Piechota |

| 19 stycznia 202218:00 | Turcja | 35:28(17:14) | Cypr | Haldun Alagaş Spor Kompleksi, Stambuł Widzów: 1 230 Sędzia: Boričić, Marković |
| 19 stycznia 202218:00 |        | 35:28(17:14) |      | Haldun Alagaş Spor Kompleksi, Stambuł Widzów: 1 230 Sędzia: Boričić, Marković |

| 20 stycznia 202219:30 | Luksemburg | 26:32(12:12) | Belgia | Centre National Sportif et Culturel, Luksemburg Widzów: 531 Sędzia: Pandžić, Mošorinski |
| 20 stycznia 202219:30 |            | 26:32(12:12) |        | Centre National Sportif et Culturel, Luksemburg Widzów: 531 Sędzia: Pandžić, Mošorinski |

| 22 stycznia 202216:40 | Łotwa | 36:23(18:10) | Bułgaria | Dobeles sporta centrā, Dobele Widzów: 750 Sędzia: Kull, Tint |
| 22 stycznia 202216:40 |       | 36:23(18:10) |          | Dobeles sporta centrā, Dobele Widzów: 750 Sędzia: Kull, Tint |

| 22 stycznia 202219:00 | Cypr | 26:29(11:14) | Turcja | Eleftheria Indoor Hall, Nikozja Widzów: 500 Sędzia: Baďura, Ondogrecula |
| 22 stycznia 202219:00 |      | 26:29(11:14) |        | Eleftheria Indoor Hall, Nikozja Widzów: 500 Sędzia: Baďura, Ondogrecula |

| 22 stycznia 202220:15 | Belgia | 27:27(13:13) | Luksemburg | Sporthal Alverberg, Hasselt Sędzia: Andorka, Hucker |
| 22 stycznia 202220:15 |        | 27:27(13:13) |            | Sporthal Alverberg, Hasselt Sędzia: Andorka, Hucker |

| 23 stycznia 202213:45 | Bułgaria | 32:36(17:19) | Łotwa | Dobeles sporta centrā, Dobele Widzów: 260 Sędzia: Kull, Tint |
| 23 stycznia 202213:45 |          | 32:36(17:19) |       | Dobeles sporta centrā, Dobele Widzów: 260 Sędzia: Kull, Tint |

Spotkania Łotwy z Bułgarią zostały przełożone z pierwotnego styczniowego terminu ze względu na zakażenia SARS-CoV-2. Awans do kolejnej fazy uzyskały Finlandia, Belgia i Turcja oraz Łotwa.

## Mistrzostwa Europy w Piłce Ręcznej Mężczyzn 2022
Automatyczny awans prócz gospodarzy kolejnych mistrzostw mieli uzyskać medaliści ME 2022 rozegranych w styczniu na Węgrzech i Słowacji. Tytuł po raz piąty w historii zdobyła reprezentacja Szwecji, która w finale pokonała obrońców tytułu, Hiszpanów, dzięki celnemu karnemu w ostatniej akcji meczu, brąz po dogrywce przypadł zaś Danii.

## Faza 2
W drugiej fazie odbędzie się właściwy turniej eliminacyjny z udziałem trzydziestu dwóch reprezentacji podzielonych na osiem czterozespołowych grup. Automatyczny awans do tego etapu zyskało dwadzieścia osiem drużyn, które dołączyły do czterech zwycięzców rundy barażowej. Awans do turnieju finałowego mistrzostw Europy uzyskają dwie najlepsze drużyny z każdej grupy oraz cztery najlepsze zespoły spośród tych, które zajęły trzecie miejsce.
Po czwartej kolejce spotkań awans zapewniły sobie Austria, Francja, Węgry, Portugalia i Słowenia, po piątej Chorwacja, Norwegia i Serbia, Polska, Czechy, Islandia oraz Szwajcaria, zaś w ostatniej Grecja i Holandia, Rumunia i Wyspy Owcze, Gruzja, Macedonia, Czarnogóra oraz Bośnia i Hercegowina. Raporty z pozostałych meczów kolejek: pierwszej, drugiej, trzeciej, czwartej, piątej i szóstej.

### Losowanie
Losowanie grup zostało zaplanowane na 31 marca 2022 roku w Berlinie. W związku z inwazją Rosji na Ukrainę na początku marca 2022 roku EHF wykluczył z rozgrywek reprezentacje Rosji i Białorusi, a ich miejsce zajęły Gruzja i Luksemburg. Przed losowaniem drużyny zostały podzielone na cztery koszyki według rankingu EHF, z zastrzeżeniem, że Kosowo nie może znaleźć się w tej samej grupie co Serbia.
| Koszyk 1   |
| ---------- |
| Norwegia   |
| Francja    |
| Chorwacja  |
| Słowenia   |
| Węgry      |
| Portugalia |
| Islandia   |
| Austria    |

| Koszyk 2           |
| ------------------ |
| Czechy             |
| Polska             |
| Holandia           |
| Czarnogóra         |
| Macedonia Północna |
| Serbia             |
| Szwajcaria         |
| Ukraina            |

| Koszyk 3             |
| -------------------- |
| Bośnia i Hercegowina |
| Litwa                |
| Łotwa                |
| Izrael               |
| Słowacja             |
| Turcja               |
| Rumunia              |
| Grecja               |

| Koszyk 4    |
| ----------- |
| Kosowo      |
| Belgia      |
| Estonia     |
| Wyspy Owcze |
| Finlandia   |
| Włochy      |
| Gruzja      |
| Luksemburg  |

W wyniku transmitowanego w Internecie losowania, które przeprowadzili Maciej Gębala, Kristian Sæverås, Bobby Schagen i Luca Witzke, wyłonionych zostało osiem grup. Mecze zostały zaplanowane do rozegrania w sześciu terminach: w październiku 2022, w marcu i kwietniu 2023 roku.
| Grupa 1            |
| ------------------ |
| Portugalia         |
| Macedonia Północna |
| Turcja             |
| Luksemburg         |

| Grupa 2   |
| --------- |
| Norwegia  |
| Serbia    |
| Słowacja  |
| Finlandia |

| Grupa 3  |
| -------- |
| Islandia |
| Czechy   |
| Izrael   |
| Estonia  |

| Grupa 4     |
| ----------- |
| Austria     |
| Ukraina     |
| Rumunia     |
| Wyspy Owcze |

| Grupa 5   |
| --------- |
| Chorwacja |
| Holandia  |
| Grecja    |
| Belgia    |

| Grupa 6    |
| ---------- |
| Węgry      |
| Szwajcaria |
| Litwa      |
| Gruzja     |

| Grupa 7              |
| -------------------- |
| Słowenia             |
| Czarnogóra           |
| Bośnia i Hercegowina |
| Kosowo               |

| Grupa 8 |
| ------- |
| Francja |
| Polska  |
| Łotwa   |
| Włochy  |

### Grupa 1
| 12 października 202219:00 | Macedonia Północna | 38:24(18:7) | Luksemburg | Centrum sportowe „Boris Trajkowski”, Skopje Widzów: 2 300 Sędzia: Budzák, Záhradník |
| 12 października 202219:00 |                    | 38:24(18:7) |            | Centrum sportowe „Boris Trajkowski”, Skopje Widzów: 2 300 Sędzia: Budzák, Záhradník |

| 13 października 202220:30 | Portugalia | 44:27(24:12) | Turcja | Centro de Desportos e Congressos, Matosinhos Widzów: 1 600 Sędzia: Pétursson, Þrastarson |
| 13 października 202220:30 |            | 44:27(24:12) |        | Centro de Desportos e Congressos, Matosinhos Widzów: 1 600 Sędzia: Pétursson, Þrastarson |

| 16 października 202216:00 | Luksemburg | 21:32(5:14) | Portugalia | Centre National Sportif et Culturel, Luksemburg Widzów: 1 121 Sędzia: Vujačić, Kažanegra |
| 16 października 202216:00 |            | 21:32(5:14) |            | Centre National Sportif et Culturel, Luksemburg Widzów: 1 121 Sędzia: Vujačić, Kažanegra |

| 16 października 202216:00 | Turcja | 27:36(8:17) | Macedonia Północna | Nur Tatar Spor Salonu, Wan Widzów: 3 580 Sędzia: Brkic, Jusufhodzic |
| 16 października 202216:00 |        | 27:36(8:17) |                    | Nur Tatar Spor Salonu, Wan Widzów: 3 580 Sędzia: Brkic, Jusufhodzic |

| 8 marca 202319:00 | Luksemburg | 29:30(10:14) | Turcja | Centre National Sportif et Culturel, Luksemburg Widzów: 524 Sędzia: Ivanauskas, Jencevicius |
| 8 marca 202319:00 |            | 29:30(10:14) |        | Centre National Sportif et Culturel, Luksemburg Widzów: 524 Sędzia: Ivanauskas, Jencevicius |

| 9 marca 202319:00 | Macedonia Północna | 23:29(11:14) | Portugalia | Centrum sportowe „Boris Trajkowski”, Skopje Widzów: 5 000 Sędzia: Boričić, Marković |
| 9 marca 202319:00 |                    | 23:29(11:14) |            | Centrum sportowe „Boris Trajkowski”, Skopje Widzów: 5 000 Sędzia: Boričić, Marković |

| 12 marca 202315:00 | Turcja | 31:20(17:8) | Luksemburg | 19 Mayıs Spor Salonu, Konya Widzów: 1 500 Sędzia: Sirbu, Serdiuc |
| 12 marca 202315:00 |        | 31:20(17:8) |            | 19 Mayıs Spor Salonu, Konya Widzów: 1 500 Sędzia: Sirbu, Serdiuc |

| 12 marca 202318:30 | Portugalia | 32:27(15:11) | Macedonia Północna | Centro de Desportos e Congressos, Matosinhos Widzów: 3 525 Sędzia: Madsen, Mortensen |
| 12 marca 202318:30 |            | 32:27(15:11) |                    | Centro de Desportos e Congressos, Matosinhos Widzów: 3 525 Sędzia: Madsen, Mortensen |

| 26 kwietnia 202317:00 | Turcja | 35:37(14:19) | Portugalia | THF Spor Salonu, Ankara Widzów: 2 000 Sędzia: Weijmans, Wolbertus |
| 26 kwietnia 202317:00 |        | 35:37(14:19) |            | THF Spor Salonu, Ankara Widzów: 2 000 Sędzia: Weijmans, Wolbertus |

| 26 kwietnia 202320:15 | Luksemburg | 23:28(12:14) | Macedonia Północna | Centre National Sportif et Culturel, Luksemburg Widzów: 700 Sędzia: Em. Aghakishi, Er. Aghakishi |
| 26 kwietnia 202320:15 |            | 23:28(12:14) |                    | Centre National Sportif et Culturel, Luksemburg Widzów: 700 Sędzia: Em. Aghakishi, Er. Aghakishi |

| 30 kwietnia 202318:00 | Portugalia | 36:18(18:8) | Luksemburg | Pavilhão Multidesportos Dr. Mário Mexia, Coimbra Widzów: 1 600 Sędzia: Capoccia, Jucker |
| 30 kwietnia 202318:00 |            | 36:18(18:8) |            | Pavilhão Multidesportos Dr. Mário Mexia, Coimbra Widzów: 1 600 Sędzia: Capoccia, Jucker |

| 30 kwietnia 202318:00 | Macedonia Północna | 30:27(15:15) | Turcja | Centrum sportowe „Boris Trajkowski”, Skopje Widzów: 4 500 Sędzia: Lindenbaum, Laron |
| 30 kwietnia 202318:00 |                    | 30:27(15:15) |        | Centrum sportowe „Boris Trajkowski”, Skopje Widzów: 4 500 Sędzia: Lindenbaum, Laron |

### Grupa 2
| 12 października 202218:00 | Serbia | 34:24(19:11) | Finlandia | SPC Vojvodina, Nowy Sad Widzów: 4 000 Sędzia: Carmaux, Mursch |
| 12 października 202218:00 |        | 34:24(19:11) |           | SPC Vojvodina, Nowy Sad Widzów: 4 000 Sędzia: Carmaux, Mursch |

| 13 października 202218:15 | Norwegia | 38:26(19:11) | Słowacja | Arena Larvik, Larvik Widzów: 3 200 Sędzia: Yovchev, Yonchev |
| 13 października 202218:15 |          | 38:26(19:11) |          | Arena Larvik, Larvik Widzów: 3 200 Sędzia: Yovchev, Yonchev |

| 16 października 202215:00 | Finlandia | 22:35(14:19) | Norwegia | Energia Areena, Vantaa Widzów: 1 200 Sędzia: Canbro, Kliko |
| 16 października 202215:00 |           | 22:35(14:19) |          | Energia Areena, Vantaa Widzów: 1 200 Sędzia: Canbro, Kliko |

| 16 października 202218:00 | Słowacja | 21:27(12:16) | Serbia | Mestská športová hala, Preszów Widzów: 2 000 Sędzia: Leszczyński, Piechota |
| 16 października 202218:00 |          | 21:27(12:16) |        | Mestská športová hala, Preszów Widzów: 2 000 Sędzia: Leszczyński, Piechota |

| 9 marca 202318:00 | Serbia | 25:24(12:14) | Norwegia | SPC Vojvodina, Nowy Sad Widzów: 6 700 Sędzia: Horváth, Marton |
| 9 marca 202318:00 |        | 25:24(12:14) |          | SPC Vojvodina, Nowy Sad Widzów: 6 700 Sędzia: Horváth, Marton |

| 9 marca 202318:00 | Finlandia | 30:27(11:13) | Słowacja | Energia Areena, Vantaa Widzów: 750 Sędzia: Stark, Ștefan |
| 9 marca 202318:00 |           | 30:27(11:13) |          | Energia Areena, Vantaa Widzów: 750 Sędzia: Stark, Ștefan |

| 12 marca 202316:00 | Słowacja | 32:25(13:14) | Finlandia | Športová hala, Hlohovec Widzów: 2 000 Sędzia: Ivanović, Vujisić |
| 12 marca 202316:00 |          | 32:25(13:14) |           | Športová hala, Hlohovec Widzów: 2 000 Sędzia: Ivanović, Vujisić |

| 12 marca 202316:45 | Norwegia | 35:25(17:12) | Serbia | Åsane Arena, Bergen Widzów: 2 200 Sędzia: Álvarez, Bustamante |
| 12 marca 202316:45 |          | 35:25(17:12) |        | Åsane Arena, Bergen Widzów: 2 200 Sędzia: Álvarez, Bustamante |

| 26 kwietnia 202318:00 | Słowacja | 23:33(12:17) | Norwegia | Športová hala, Hlohovec Widzów: 1 950 Sędzia: Hofer, Schmidhuber |
| 26 kwietnia 202318:00 |          | 23:33(12:17) |          | Športová hala, Hlohovec Widzów: 1 950 Sędzia: Hofer, Schmidhuber |

| 27 kwietnia 202318:00 | Finlandia | 29:30(17:14) | Serbia | Energia Areena, Vantaa Widzów: 600 Sędzia: Fukala, Mohyla |
| 27 kwietnia 202318:00 |           | 29:30(17:14) |        | Energia Areena, Vantaa Widzów: 600 Sędzia: Fukala, Mohyla |

| 30 kwietnia 202318:00 | Norwegia | 32:23(15:12) | Finlandia | Gjøvik Olympiske Fjellhall, Gjøvik Widzów: 4 468 Sędzia: Klompers, Stobbe |
| 30 kwietnia 202318:00 |          | 32:23(15:12) |           | Gjøvik Olympiske Fjellhall, Gjøvik Widzów: 4 468 Sędzia: Klompers, Stobbe |

| 30 kwietnia 202318:00 | Serbia | 37:26(19:13) | Słowacja | SPC Vojvodina, Nowy Sad Widzów: 2 500 Sędzia: Čerņavskis, Bogdanovs |
| 30 kwietnia 202318:00 |        | 37:26(19:13) |          | SPC Vojvodina, Nowy Sad Widzów: 2 500 Sędzia: Čerņavskis, Bogdanovs |

### Grupa 3
| 12 października 202218:10 | Czechy | 31:23(17:13) | Estonia | RT Torax Arena, Ostrawa Widzów: 3 500 Sędzia: Šniurevičius, Grigalionis |
| 12 października 202218:10 |        | 31:23(17:13) |         | RT Torax Arena, Ostrawa Widzów: 3 500 Sędzia: Šniurevičius, Grigalionis |

| 12 października 202221:45 | Islandia | 36:21(16:10) | Izrael | Íþróttamiðstöð Haukar, Hafnarfjörður Widzów: 1 150 Sędzia: Rauchs, Linster |
| 12 października 202221:45 |          | 36:21(16:10) |        | Íþróttamiðstöð Haukar, Hafnarfjörður Widzów: 1 150 Sędzia: Rauchs, Linster |

| 15 października 202218:10 | Estonia | 25:37(13:20) | Islandia | Kalevi spordihall, Tallinn Widzów: 500 Sędzia: Christiansen, Hansen |
| 15 października 202218:10 |         | 25:37(13:20) |          | Kalevi spordihall, Tallinn Widzów: 500 Sędzia: Christiansen, Hansen |

| 16 października 202214:00 | Izrael | 19:29(10:16) | Czechy | Drive in Arena, Tel Awiw-Jafa Widzów: 1 095 Sędzia: I. Covalciuc, A. Covalciuc |
| 16 października 202214:00 |        | 19:29(10:16) |        | Drive in Arena, Tel Awiw-Jafa Widzów: 1 095 Sędzia: I. Covalciuc, A. Covalciuc |

| 8 marca 202320:15 | Czechy | 22:17(12:10) | Islandia | Městská sportovní hala Vodova, Brno Widzów: 2 800 Sędzia: Gubica, Milošević |
| 8 marca 202320:15 |        | 22:17(12:10) |          | Městská sportovní hala Vodova, Brno Widzów: 2 800 Sędzia: Gubica, Milošević |

| 9 marca 202318:00 | Estonia | 30:28(16:12) | Izrael | Kalevi spordihall, Tallinn Widzów: 900 Sędzia: Mikelič, Paradina |
| 9 marca 202318:00 |         | 30:28(16:12) |        | Kalevi spordihall, Tallinn Widzów: 900 Sędzia: Mikelič, Paradina |

| 12 marca 202317:00 | Islandia | 28:19(15:12) | Czechy | Laugardalshöllin, Reykjavík Widzów: 2 500 Sędzia: Bíró, Kiss |
| 12 marca 202317:00 |          | 28:19(15:12) |        | Laugardalshöllin, Reykjavík Widzów: 2 500 Sędzia: Bíró, Kiss |

| 12 marca 202317:00 | Izrael | 29:27(15:13) | Estonia | Drive in Arena, Tel Awiw-Jafa Widzów: 600 Sędzia: Bozhinovski, Nachevski |
| 12 marca 202317:00 |        | 29:27(15:13) |         | Drive in Arena, Tel Awiw-Jafa Widzów: 600 Sędzia: Bozhinovski, Nachevski |

| 27 kwietnia 202317:00 | Estonia | 30:32(14:18) | Czechy | Kalevi spordihall, Tallinn Widzów: 400 Sędzia: Santos, Fonseca |
| 27 kwietnia 202317:00 |         | 30:32(14:18) |        | Kalevi spordihall, Tallinn Widzów: 400 Sędzia: Santos, Fonseca |

| 27 kwietnia 202318:00 | Izrael | 26:37(11:19) | Islandia | Drive in Arena, Tel Awiw-Jafa Widzów: 1 000 Sędzia: Jović, Arnautović |
| 27 kwietnia 202318:00 |        | 26:37(11:19) |          | Drive in Arena, Tel Awiw-Jafa Widzów: 1 000 Sędzia: Jović, Arnautović |

| 30 kwietnia 202318:00 | Czechy | 27:24(15:13) | Izrael | Hala Polárka, Frydek-Mistek Widzów: 2 600 Sędzia: Vešović, Mitrović |
| 30 kwietnia 202318:00 |        | 27:24(15:13) |        | Hala Polárka, Frydek-Mistek Widzów: 2 600 Sędzia: Vešović, Mitrović |

| 30 kwietnia 202318:00 | Islandia | 30:23(17:10) | Estonia | Laugardalshöllin, Reykjavík Widzów: 2 500 Sędzia: Antić, Jakovljević |
| 30 kwietnia 202318:00 |          | 30:23(17:10) |         | Laugardalshöllin, Reykjavík Widzów: 2 500 Sędzia: Antić, Jakovljević |

### Grupa 4
| 12 października 202220:00 | Ukraina | 29:25(18:14) | Wyspy Owcze | f.a.n. frankenstolz arena, Aschaffenburg Widzów: 1 756 Sędzia: Baumgart, Wild |
| 12 października 202220:00 |         | 29:25(18:14) |             | f.a.n. frankenstolz arena, Aschaffenburg Widzów: 1 756 Sędzia: Baumgart, Wild |

| 13 października 202218:00 | Austria | 36:32(18:11) | Rumunia | Raiffeisen Sportpark, Graz Widzów: 2 200 Sędzia: D. Martins, R. Martins |
| 13 października 202218:00 |         | 36:32(18:11) |         | Raiffeisen Sportpark, Graz Widzów: 2 200 Sędzia: D. Martins, R. Martins |

| 16 października 202216:30 | Rumunia | 34:26(18:14) | Ukraina | Sala Polivalentă Dinamo, Bukareszt Widzów: 2 200 Sędzia: A. Konjičanin, D. Konjičanin |
| 16 października 202216:30 |         | 34:26(18:14) |         | Sala Polivalentă Dinamo, Bukareszt Widzów: 2 200 Sędzia: A. Konjičanin, D. Konjičanin |

| 16 października 202219:00 | Wyspy Owcze | 28:30(14:14) | Austria | Høllin á Hálsi, Thorshavn Widzów: 1 500 Sędzia: Jørum, Kleven |
| 16 października 202219:00 |             | 28:30(14:14) |         | Høllin á Hálsi, Thorshavn Widzów: 1 500 Sędzia: Jørum, Kleven |

| 8 marca 202320:00 | Wyspy Owcze | 28:26(15:9) | Rumunia | Høllin á Hálsi, Thorshavn Widzów: 1 700 Sędzia: Lah, Sok |
| 8 marca 202320:00 |             | 28:26(15:9) |         | Høllin á Hálsi, Thorshavn Widzów: 1 700 Sędzia: Lah, Sok |

| 9 marca 202319:00 | Ukraina | 31:38(13:18) | Austria | HUK-Coburg Arena, Coburg Widzów: 2 272 Sędzia: Nikolov, Nachevski |
| 9 marca 202319:00 |         | 31:38(13:18) |         | HUK-Coburg Arena, Coburg Widzów: 2 272 Sędzia: Nikolov, Nachevski |

| 11 marca 202316:00 | Rumunia | 25:17(14:10) | Wyspy Owcze | Sala Polivalentă Dinamo, Bukareszt Widzów: 1 935 Sędzia: Sekulić, Jovandić |
| 11 marca 202316:00 |         | 25:17(14:10) |             | Sala Polivalentă Dinamo, Bukareszt Widzów: 1 935 Sędzia: Sekulić, Jovandić |

| 11 marca 202320:25 | Austria | 31:28(11:14) | Ukraina | SMS Kleinmünchen, Linz Widzów: 1 000 Sędzia: Jurinović, Mrvica |
| 11 marca 202320:25 |         | 31:28(11:14) |         | SMS Kleinmünchen, Linz Widzów: 1 000 Sędzia: Jurinović, Mrvica |

| 26 kwietnia 202316:30 | Rumunia | 30:35(17:19) | Austria | Sala Polivalentă Dinamo, Bukareszt Widzów: 1 200 Sędzia: Erdoğan, Özdeniz |
| 26 kwietnia 202316:30 |         | 30:35(17:19) |         | Sala Polivalentă Dinamo, Bukareszt Widzów: 1 200 Sędzia: Erdoğan, Özdeniz |

| 26 kwietnia 202320:00 | Wyspy Owcze | 33:26(17:12) | Ukraina | Høllin á Hálsi, Thorshavn Widzów: 1 700 Sędzia: K. Gasmi, R. Gasmi |
| 26 kwietnia 202320:00 |             | 33:26(17:12) |         | Høllin á Hálsi, Thorshavn Widzów: 1 700 Sędzia: K. Gasmi, R. Gasmi |

| 30 kwietnia 202318:00 | Austria | 38:33(24:16) | Wyspy Owcze | Handball-Arena Rieden/Vorkloster, Bregencja Widzów: 1 400 Sędzia: Ivanović, Vujisić |
| 30 kwietnia 202318:00 |         | 38:33(24:16) |             | Handball-Arena Rieden/Vorkloster, Bregencja Widzów: 1 400 Sędzia: Ivanović, Vujisić |

| 30 kwietnia 202318:00 | Ukraina | 31:26(12:13) | Rumunia | Schwalbe Arena, Gummersbach Widzów: 1 872 Sędzia: Kurtagic, Wetterwik |
| 30 kwietnia 202318:00 |         | 31:26(12:13) |         | Schwalbe Arena, Gummersbach Widzów: 1 872 Sędzia: Kurtagic, Wetterwik |

### Grupa 5
| 12 października 202218:00 | Chorwacja | 33:25(18:13) | Grecja | Varaždin Arena, Varaždin Widzów: 3 100 Sędzia: Andorka, Hucker |
| 12 października 202218:00 |           | 33:25(18:13) |        | Varaždin Arena, Varaždin Widzów: 3 100 Sędzia: Andorka, Hucker |

| 13 października 202220:00 | Holandia | 25:24(12:9) | Belgia | Maaspoort Sports & Events, ’s-Hertogenbosch Widzów: 1 500 Sędzia: E. Vitaku, A. Vitaku |
| 13 października 202220:00 |          | 25:24(12:9) |        | Maaspoort Sports & Events, ’s-Hertogenbosch Widzów: 1 500 Sędzia: E. Vitaku, A. Vitaku |

| 16 października 202213:45 | Belgia | 27:30(13:15) | Chorwacja | Sporthal Alverberg, Hasselt Widzów: 1 970 Sędzia: R. Thiyagarajah, S. Thiyagarajah |
| 16 października 202213:45 |        | 27:30(13:15) |           | Sporthal Alverberg, Hasselt Widzów: 1 970 Sędzia: R. Thiyagarajah, S. Thiyagarajah |

| 16 października 202217:00 | Grecja | 32:28(15:12) | Holandia | Klisto Jimnastirio Kanitu «Tasos Kamburis», Chalkida Widzów: 1 200 Sędzia: Boričić, Marković |
| 16 października 202217:00 |        | 32:28(15:12) |          | Klisto Jimnastirio Kanitu «Tasos Kamburis», Chalkida Widzów: 1 200 Sędzia: Boričić, Marković |

| 8 marca 202319:30 | Holandia | 32:27(15:13) | Chorwacja | Indoor-Sportcentrum, Eindhoven Widzów: 2 000 Sędzia: Gatelis, Mažeika |
| 8 marca 202319:30 |          | 32:27(15:13) |           | Indoor-Sportcentrum, Eindhoven Widzów: 2 000 Sędzia: Gatelis, Mažeika |

| 8 marca 202320:10 | Belgia | 24:26(10:13) | Grecja | Sporthal Alverberg, Hasselt Widzów: 1 868 Sędzia: Caçador, Nicolau |
| 8 marca 202320:10 |        | 24:26(10:13) |        | Sporthal Alverberg, Hasselt Widzów: 1 868 Sędzia: Caçador, Nicolau |

| 12 marca 202317:00 | Grecja | 26:24(13:12) | Belgia | Klisto Jimnastirio Kanitu «Tasos Kamburis», Chalkida Widzów: 2 000 Sędzia: Brkic, Jusufhodzic |
| 12 marca 202317:00 |        | 26:24(13:12) |        | Klisto Jimnastirio Kanitu «Tasos Kamburis», Chalkida Widzów: 2 000 Sędzia: Brkic, Jusufhodzic |

| 12 marca 202320:15 | Chorwacja | 25:25(14:15) | Holandia | Dvorana Gradski vrt, Osijek Widzów: 3 200 Sędzia: Brunner, Salah |
| 12 marca 202320:15 |           | 25:25(14:15) |          | Dvorana Gradski vrt, Osijek Widzów: 3 200 Sędzia: Brunner, Salah |

| 26 kwietnia 202317:00 | Grecja | 26:31(10:10) | Chorwacja | Klisto Jimnastirio Kanitu «Tasos Kamburis», Chalkida Widzów: 1 204 Sędzia: Horáček, Novotný |
| 26 kwietnia 202317:00 |        | 26:31(10:10) |           | Klisto Jimnastirio Kanitu «Tasos Kamburis», Chalkida Widzów: 1 204 Sędzia: Horáček, Novotný |

| 26 kwietnia 202320:10 | Belgia | 23:28(10:17) | Holandia | Sporthal Alverberg, Hasselt Widzów: 1 500 Sędzia: Bíró, Kiss |
| 26 kwietnia 202320:10 |        | 23:28(10:17) |          | Sporthal Alverberg, Hasselt Widzów: 1 500 Sędzia: Bíró, Kiss |

| 30 kwietnia 202318:00 | Chorwacja | 34:29(16:16) | Belgia | Centar Zamet, Rijeka Widzów: 2 800 Sędzia: Pirvu, Potîrniche |
| 30 kwietnia 202318:00 |           | 34:29(16:16) |        | Centar Zamet, Rijeka Widzów: 2 800 Sędzia: Pirvu, Potîrniche |

| 30 kwietnia 202318:00 | Holandia | 32:26(17:11) | Grecja | Topsportcentrum, Almere Widzów: 2 200 Sędzia: Baumgart, Wild |
| 30 kwietnia 202318:00 |          | 32:26(17:11) |        | Topsportcentrum, Almere Widzów: 2 200 Sędzia: Baumgart, Wild |

### Grupa 6
| 12 października 202218:00 | Szwajcaria | 24:23(15:12) | Gruzja | Mobiliar Arena, Gümligen Widzów: 1 380 Sędzia: Kaluđerović, Vujačić |
| 12 października 202218:00 |            | 24:23(15:12) |        | Mobiliar Arena, Gümligen Widzów: 1 380 Sędzia: Kaluđerović, Vujačić |

| 12 października 202218:30 | Węgry | 36:23(20:13) | Litwa | Érd Aréna, Érd Widzów: 1 800 Sędzia: Pandžić, Mošorinski |
| 12 października 202218:30 |       | 36:23(20:13) |       | Érd Aréna, Érd Widzów: 1 800 Sędzia: Pandžić, Mošorinski |

| 16 października 202213:45 | Litwa | 26:27(11:17) | Szwajcaria | Švyturys Arena, Kłajpeda Widzów: 890 Sędzia: Mitrevski, Todorovski |
| 16 października 202213:45 |       | 26:27(11:17) |            | Švyturys Arena, Kłajpeda Widzów: 890 Sędzia: Mitrevski, Todorovski |

| 16 października 202216:00 | Gruzja | 24:41(11:18) | Węgry | Pałac Olimpijski, Tbilisi Widzów: 1 300 Sędzia: Sirbu, Serdiuc |
| 16 października 202216:00 |        | 24:41(11:18) |       | Pałac Olimpijski, Tbilisi Widzów: 1 300 Sędzia: Sirbu, Serdiuc |

| 8 marca 202315:00 | Gruzja | 32:18(16:7) | Litwa | Pałac Olimpijski, Tbilisi Widzów: 1 850 Sędzia: Panayides, Andreou |
| 8 marca 202315:00 |        | 32:18(16:7) |       | Pałac Olimpijski, Tbilisi Widzów: 1 850 Sędzia: Panayides, Andreou |

| 9 marca 202319:00 | Szwajcaria | 32:37(19:21) | Węgry | BBC Arena, Szafuza Widzów: 2 073 Sędzia: Schulze, Tönnies |
| 9 marca 202319:00 |            | 32:37(19:21) |       | BBC Arena, Szafuza Widzów: 2 073 Sędzia: Schulze, Tönnies |

| 12 marca 202315:00 | Litwa | 35:29(13:9) | Gruzja | Švyturys Arena, Kłajpeda Widzów: 1 300 Sędzia: Picard, Vauchez |
| 12 marca 202315:00 |       | 35:29(13:9) |        | Švyturys Arena, Kłajpeda Widzów: 1 300 Sędzia: Picard, Vauchez |

| 12 marca 202316:00 | Węgry | 36:27(16:10) | Szwajcaria | Tatabányai Multifunkcionális Sportcsarnok, Tatabánya Widzów: 5 500 Sędzia: Leszczyński, Piechota |
| 12 marca 202316:00 |       | 36:27(16:10) |            | Tatabányai Multifunkcionális Sportcsarnok, Tatabánya Widzów: 5 500 Sędzia: Leszczyński, Piechota |

| 26 kwietnia 202316:00 | Gruzja | 19:26(10:14) | Szwajcaria | Pałac Olimpijski, Tbilisi Widzów: 1 000 Sędzia: Mandák, Rudinský |
| 26 kwietnia 202316:00 |        | 19:26(10:14) |            | Pałac Olimpijski, Tbilisi Widzów: 1 000 Sędzia: Mandák, Rudinský |

| 27 kwietnia 202318:00 | Litwa | 31:46(14:22) | Węgry | Švyturys Arena, Kłajpeda Widzów: 1 100 Sędzia: M. Sá, V. Sá |
| 27 kwietnia 202318:00 |       | 31:46(14:22) |       | Švyturys Arena, Kłajpeda Widzów: 1 100 Sędzia: M. Sá, V. Sá |

| 30 kwietnia 202318:00 | Węgry | 30:31(14:17) | Gruzja | Tatabányai Multifunkcionális Sportcsarnok, Tatabánya Widzów: 2 200 Sędzia: Fotakidis, Kinatzidis |
| 30 kwietnia 202318:00 |       | 30:31(14:17) |        | Tatabányai Multifunkcionális Sportcsarnok, Tatabánya Widzów: 2 200 Sędzia: Fotakidis, Kinatzidis |

| 30 kwietnia 202318:00 | Szwajcaria | 27:20(16:6) | Litwa | Axa-Arena, Winterthur Widzów: 1 920 Sędzia: Bolic, Hurich |
| 30 kwietnia 202318:00 |            | 27:20(16:6) |       | Axa-Arena, Winterthur Widzów: 1 920 Sędzia: Bolic, Hurich |

### Grupa 7
| 12 października 202218:00 | Czarnogóra | 29:20(15:9) | Kosowo | Bemax Arena, Podgorica Widzów: 2 200 Sędzia: Bolic, Hurich |
| 12 października 202218:00 |            | 29:20(15:9) |        | Bemax Arena, Podgorica Widzów: 2 200 Sędzia: Bolic, Hurich |

| 13 października 202220:00 | Słowenia | 28:20(13:10) | Bośnia i Hercegowina | Dvorana Tabor, Maribor Widzów: 2 100 Sędzia: Caçador, Nicolau |
| 13 października 202220:00 |          | 28:20(13:10) |                      | Dvorana Tabor, Maribor Widzów: 2 100 Sędzia: Caçador, Nicolau |

| 16 października 202219:30 | Kosowo | 24:29(12:14) | Słowenia | Pałac Młodzieży i Sportu, Prisztina Widzów: 1 500 Sędzia: Mandák, Rudinský |
| 16 października 202219:30 |        | 24:29(12:14) |          | Pałac Młodzieży i Sportu, Prisztina Widzów: 1 500 Sędzia: Mandák, Rudinský |

| 16 października 202220:00 | Bośnia i Hercegowina | 25:36(11:21) | Czarnogóra | Dvorana Mirza Delibašić, Sarajewo Widzów: 3 100 Sędzia: Horváth, Marton |
| 16 października 202220:00 |                      | 25:36(11:21) |            | Dvorana Mirza Delibašić, Sarajewo Widzów: 3 100 Sędzia: Horváth, Marton |

| 8 marca 202320:15 | Kosowo | 22:25(10:14) | Bośnia i Hercegowina | Pałac Młodzieży i Sportu, Prisztina Widzów: 2 010 Sędzia: Carmaux, Mursch |
| 8 marca 202320:15 |        | 22:25(10:14) |                      | Pałac Młodzieży i Sportu, Prisztina Widzów: 2 010 Sędzia: Carmaux, Mursch |

| 9 marca 202318:00 | Czarnogóra | 29:32(14:14) | Słowenia | Sportski centar Morača, Podgorica Widzów: 5 900 Sędzia: Hansen, Madsen |
| 9 marca 202318:00 |            | 29:32(14:14) |          | Sportski centar Morača, Podgorica Widzów: 5 900 Sędzia: Hansen, Madsen |

| 12 marca 202317:00 | Bośnia i Hercegowina | 25:18(10:7) | Kosowo | KSPC "Mejdan", Tuzla Widzów: 3 500 Sędzia: Pirvu, Potirniche |
| 12 marca 202317:00 |                      | 25:18(10:7) |        | KSPC "Mejdan", Tuzla Widzów: 3 500 Sędzia: Pirvu, Potirniche |

| 12 marca 202318:30 | Słowenia | 37:30(18:16) | Czarnogóra | Športna dvorana Bonifika, Koper Widzów: 3 400 Sędzia: Marín, Garcia |
| 12 marca 202318:30 |          | 37:30(18:16) |            | Športna dvorana Bonifika, Koper Widzów: 3 400 Sędzia: Marín, Garcia |

| 27 kwietnia 202320:00 | Bośnia i Hercegowina | 27:26(15:15) | Słowenia | JU Sportski centar Salih Omerčević, Cazin Widzów: 2 000 Sędzia: Jerlecki, Łabuń |
| 27 kwietnia 202320:00 |                      | 27:26(15:15) |          | JU Sportski centar Salih Omerčević, Cazin Widzów: 2 000 Sędzia: Jerlecki, Łabuń |

| 27 kwietnia 202320:15 | Kosowo | 24:26(6:11) | Czarnogóra | Pałac Młodzieży i Sportu, Prisztina Widzów: 1 260 Sędzia: C. Hannes, D. Hannes |
| 27 kwietnia 202320:15 |        | 24:26(6:11) |            | Pałac Młodzieży i Sportu, Prisztina Widzów: 1 260 Sędzia: C. Hannes, D. Hannes |

| 30 kwietnia 202318:00 | Słowenia | 33:28(19:12) | Kosowo | Rdeča dvorana, Velenje Widzów: 1 558 Sędzia: Kinnari, Skogberg |
| 30 kwietnia 202318:00 |          | 33:28(19:12) |        | Rdeča dvorana, Velenje Widzów: 1 558 Sędzia: Kinnari, Skogberg |

| 30 kwietnia 202318:00 | Czarnogóra | 23:25(13:14) | Bośnia i Hercegowina | Sportski centar Morača, Podgorica Widzów: 4 500 Sędzia: Tzaferopoulos, Bethmann |
| 30 kwietnia 202318:00 |            | 23:25(13:14) |                      | Sportski centar Morača, Podgorica Widzów: 4 500 Sędzia: Tzaferopoulos, Bethmann |

### Grupa 8
| 13 października 202218:30 | Polska | 30:23(10:9) | Włochy | Spodek, Katowice Widzów: 6 994 Sędzia: Jović, Arnautović |
| 13 października 202218:30 |        | 30:23(10:9) |        | Spodek, Katowice Widzów: 6 994 Sędzia: Jović, Arnautović |

| 13 października 202221:10 | Francja | 35:18(16:7) | Łotwa | Arena Futuroscope, Poitiers Widzów: 4 200 Sędzia: Kinnari, Skogberg |
| 13 października 202221:10 |         | 35:18(16:7) |       | Arena Futuroscope, Poitiers Widzów: 4 200 Sędzia: Kinnari, Skogberg |

| 16 października 202214:10 | Łotwa | 19:37(9:13) | Polska | Vidzemes olimpiskais centrs, Valmiera Widzów: 395 Sędzia: Tzaferopoulos, Bethmann |
| 16 października 202214:10 |       | 19:37(9:13) |        | Vidzemes olimpiskais centrs, Valmiera Widzów: 395 Sędzia: Tzaferopoulos, Bethmann |

| 16 października 202218:00 | Włochy | 29:40(13:19) | Francja | Palasport Giovanni Paolo II, Pescara Widzów: 1 800 Sędzia: Fukala, Mohyla |
| 16 października 202218:00 |        | 29:40(13:19) |         | Palasport Giovanni Paolo II, Pescara Widzów: 1 800 Sędzia: Fukala, Mohyla |

| 8 marca 202318:00 | Polska | 28:38(11:22) | Francja | Ergo Arena, Gdańsk Widzów: 9 000 Sędzia: Pavićević, Ražnatović |
| 8 marca 202318:00 |        | 28:38(11:22) |         | Ergo Arena, Gdańsk Widzów: 9 000 Sędzia: Pavićević, Ražnatović |

| 9 marca 202316:00 | Włochy | 36:23(15:10) | Łotwa | Palasport Giovanni Paolo II, Pescara Widzów: 1 000 Sędzia: Geraets, Geraets |
| 9 marca 202316:00 |        | 36:23(15:10) |       | Palasport Giovanni Paolo II, Pescara Widzów: 1 000 Sędzia: Geraets, Geraets |

| 11 marca 202321:10 | Francja | 30:27(16:14) | Polska | Aréna du Pays d'Aix, Aix-en-Provence Widzów: 6 079 Sędzia: Merz, Kuttler |
| 11 marca 202321:10 |         | 30:27(16:14) |        | Aréna du Pays d'Aix, Aix-en-Provence Widzów: 6 079 Sędzia: Merz, Kuttler |

| 12 marca 202314:10 | Łotwa | 23:29(12:14) | Włochy | Vidzemes olimpiskais centrs, Valmiera Widzów: 680 Sędzia: Andorka, Hucker |
| 12 marca 202314:10 |       | 23:29(12:14) |        | Vidzemes olimpiskais centrs, Valmiera Widzów: 680 Sędzia: Andorka, Hucker |

| 26 kwietnia 202318:40 | Łotwa | 19:38(9:20) | Francja | Vidzemes olimpiskais centrs, Valmiera Widzów: 650 Sędzia: Härgin, Makejev |
| 26 kwietnia 202318:40 |       | 19:38(9:20) |         | Vidzemes olimpiskais centrs, Valmiera Widzów: 650 Sędzia: Härgin, Makejev |

| 27 kwietnia 202318:00 | Włochy | 29:31(15:13) | Polska | Palazzetto polifunzionale, Vigevano Widzów: 2 400 Sędzia: Sekulić, Jovandić |
| 27 kwietnia 202318:00 |        | 29:31(15:13) |        | Palazzetto polifunzionale, Vigevano Widzów: 2 400 Sędzia: Sekulić, Jovandić |

| 30 kwietnia 202318:00 | Francja | 41:27(24:11) | Włochy | Kindarena, Rouen Widzów: 5 404 Sędzia: Maia, Nunes |
| 30 kwietnia 202318:00 |         | 41:27(24:11) |        | Kindarena, Rouen Widzów: 5 404 Sędzia: Maia, Nunes |

| 30 kwietnia 202318:00 | Polska | 31:14(16:9) | Łotwa | Arena Ostrów, Ostrów Wielkopolski Widzów: 2 500 Sędzia: Me. Ilievski, Mi. Ilievski |
| 30 kwietnia 202318:00 |        | 31:14(16:9) |       | Arena Ostrów, Ostrów Wielkopolski Widzów: 2 500 Sędzia: Me. Ilievski, Mi. Ilievski |

### Ranking drużyn z trzecich miejsc
Wyniki przeciwko drużynie, która zajęła czwarte miejsce, są pomijane.